# Санта-Мария-делла-Рокка (Оффида)
Санта-Мария-делла-Рокка (итал. Chiesa di Santa Maria della Rocca) — католическая церковь в городе Оффида, в регионе Марке, Италия. Построенная в 1330 году на месте более раннего бенедиктинского храма, она представляет собой выдающийся образец романско-готической архитектуры. Расположенная на краю утёса, церковь доминирует над окружающим ландшафтом и считается символом города. Здание известно как своей монументальной криптой с фресками, так и сохранившимися живописными циклами в верхней церкви, выполненными мастерами XIV–XV вв. С 1039 года церковь и прилегающие земли принадлежали аббатству Фарфа; позднее вошла в состав епархии Асколи-Пичено.

## История
Первое документальное упоминание церкви Санта-Мария-делла-Рокка относится к 1039 году, когда местный феодал Лонгино д’Азоне, вероятно франкского или германского происхождения, передал Аббатству Фарфа значительную часть своих владений, включая замок Оффиды и небольшую церковь Санта-Мария-делла-Рокка. Около 1047 года Оффида окончательно вошла в состав монастырских земель, находившихся во владении бенедиктинцев.
В 1330 году на месте прежнего здания монахи начали строительство новой церкви, о чём свидетельствует эпиграф, высеченный на внешней стене здания. Новый храм был значительно шире прежнего, и между старой и новой кладкой образовались два промежуточных пространства, одно из которых впоследствии было использовано как кладбище.
В 1423 году Бальдассаре Барончелли, оффиданский военачальник и государственный деятель, заказал росписи в апсиде верхней церкви Санта-Мария-делла-Рокка. Его имя и дата зафиксированы в надписи под образом Мадонны с младенцем.
В XVI веке, возможно в ответ на эпидемию чумы 1511 года, подземное пространство церкви было полностью переоборудовано под захоронения, а доступ к нему из верхнего храма перекрыт. Позднее сообщение между двумя уровнями было восстановлено с помощью каменной винтовой лестницы.
К концу XVIII века прилегающий монастырь был снесён, а часть строительных материалов использована при возведении новой приходской церкви (1785). В начале XX века к колокольне была пристроена небольшая жилплощадь для обслуживающего персонала храма.
После объединения Италии и конфискации церковных земель церковь Санта-Мария-делла-Рокка перешла в распоряжение государства. В 1889 году здание было признано обветшавшим, утратившим кровлю и часть сводов. В 1890 году оно было официально передано в собственность коммуны Оффида за символическую плату в 600 лир, согласно отчёту Палаты депутатов Итальянского парламента.
Во время Второй мировой войны, в ходе наступления союзных войск, в период с 16 по 18 июня 1944 года немецкие солдаты заминировали церковь, намереваясь обрушить её и тем самым воспрепятствовать продвижению противника. Однако ни одна из 30 заложенных мин не сработала, что местные жители восприняли как чудо, приписанное заступничеству Девы Марии.
В 1972–1973 годах в ходе археологических раскопок внутри церкви были обнаружены две свинцовые погребальные плиты с надписями, относящимися к XI веку. Согласно этим надписям, погребёнными являются Ретруда и Вбурга — соответственно жена и дочь Лонгино д’Азоне, феодала, передавшего церковь монастырю Фарфа. Эти плиты хранятся в Управлении по охране памятников в Анконе. Последний масштабный этап реставрации, охвативший фрески, крышу и крипту, начался в 1974 году и завершился официальным повторным открытием храма для публики 2 июня 1986 года.

## Описание

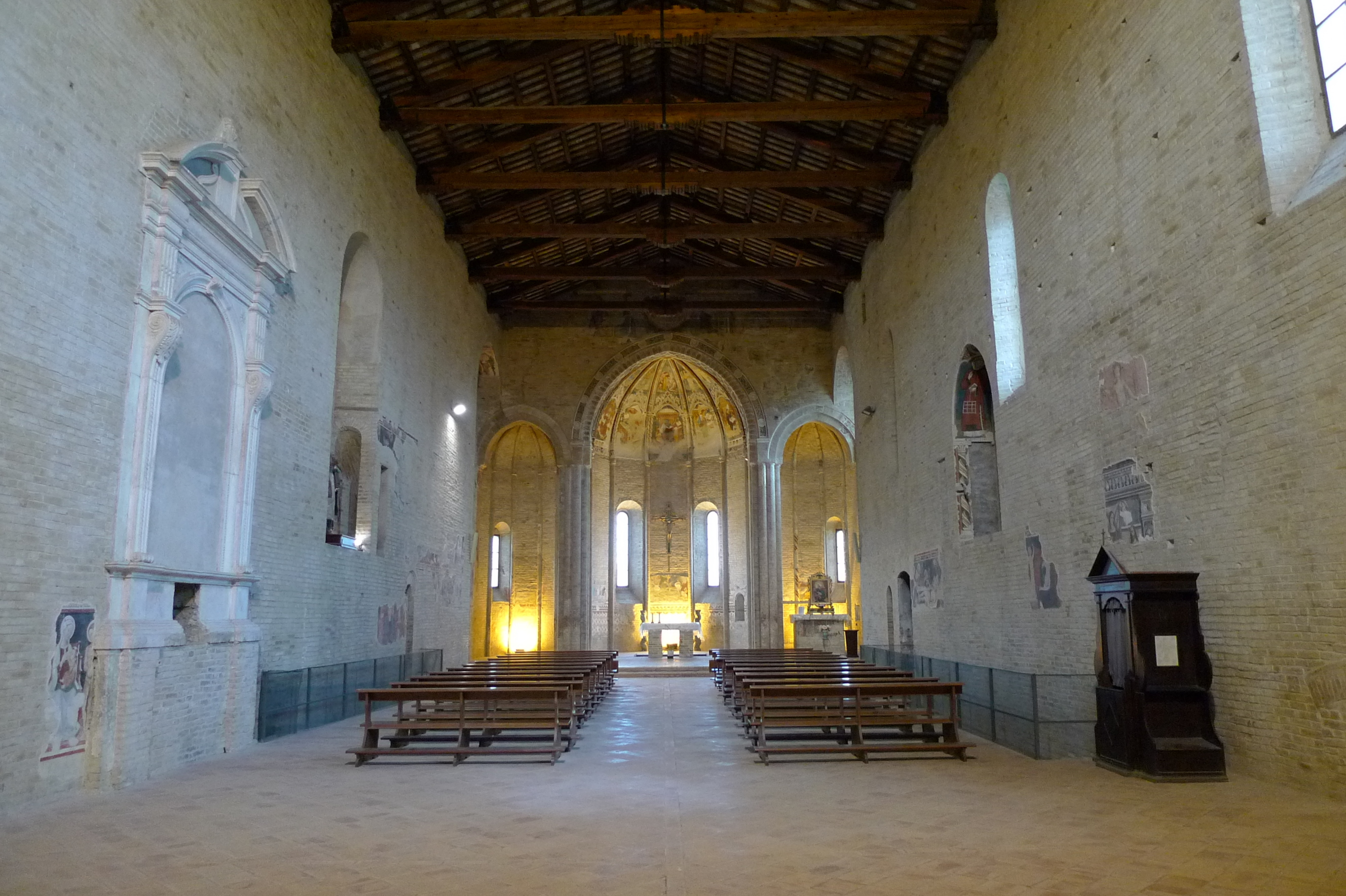
Интерьер верхнего яруса церкви Санта-Мария-делла-Рокка.

Церковь Санта-Мария-делла-Рокка расположена на западной окраине населённой части Оффиды, на выступающем участке скалы, с трёх сторон окружённой обрывами, открывающимися в долины. Здание построено из кирпича в романско-готическом стиле. Оно возведено в 1330 году мастером Альбертино на месте прежней небольшой бенедиктинской церкви.
Фасад храма, обращённый к внешнему краю города, членится лизенами. На противоположной стороне находятся три высокие многоугольные апсиды, украшенные белокаменными пилястрами, узкими готическими окнами и аркатурой.
В центральной апсиде расположен романско-готический портал, ведущий в крипту. Изначально трёхнефная, впоследствии крипта была расширена до пяти нефов. Она занимает всю ширину верхнего храма и украшена фресками, приписываемыми так называемому Мастеру из Оффиды (Maestro di Offida). Согласно исследованию Ф. Аббате, он, вероятно, происходил из Базиликаты и был связан с готико-мазьянским направлением. Его стиль сближает с художниками круга Андреа да Болонья, с характерной ясной и выразительной манерой повествования.
Верхний храм представляет собой однонефное пространство, соответствующее традициям нищенствующих орденов. Здесь сохранились фрески с влиянием школы Джотто, также приписываемые Мастеру из Оффиды. Росписи трансепта датируются 1367 годом, согласно надписи. Другие фрески приписываются Джакомо да Кампли и относятся к XV веку. Часть оригинального декора была утрачена из-за разрушения кровли.
Среди боковых алтарей, сооружённых в разные эпохи, особый интерес представляет алтарь, посвящённый святому Андрею. Он датируется XV веком и содержит настенную фреску кисти Винченцо Пагани.
С левой стороны у основания первой ступени лестницы, ведущей к церкви, изображена овечка, поедающая четырёхлистный клевер. Согласно местному поверью, если встать на это изображение, а затем пройти назад вверх по лестнице с закрытыми глазами, загаданное желание сбудется.
Фрески в апсиде верхней церкви приписываются не "Мастеру Судного дня из Лорето Апрутино" (как ранее ошибочно считалось), а представляют собой автономный, оригинальный стиль, хотя и с родственным лексиконом.

## Современное использование
Согласно официальному регламенту, церковь Санта-Мария-делла-Рокка находится в собственности коммуны Оффида и может использоваться для проведения свадеб, выставок и культурных мероприятий. Все действия регулируются постановлением городского совета от 25 февраля 2016 года, с обязательным соблюдением требований охраны памятников и предварительным согласованием условий доступа.